# تاپیو کنتانن
تاپیو کنتانن (انگلیسی: Tapio Kantanen؛ زادهٔ ۳۱ may ۱۹۴۹ (۷۵ سال)) ورزشکار دو و میدانی اهل فنلاند است.
وی در مسابقات کشوری و بین‌المللی در مجموع برندهٔ ۱ مدال برنز شده‌است.